# Paradorydium gourlayi
Paradorydium gourlayi är en insektsart som beskrevs av Evans 1966. Paradorydium gourlayi ingår i släktet Paradorydium och familjen dvärgstritar. Inga underarter finns listade i Catalogue of Life.